# Johann Heinrich Mylius der Ältere

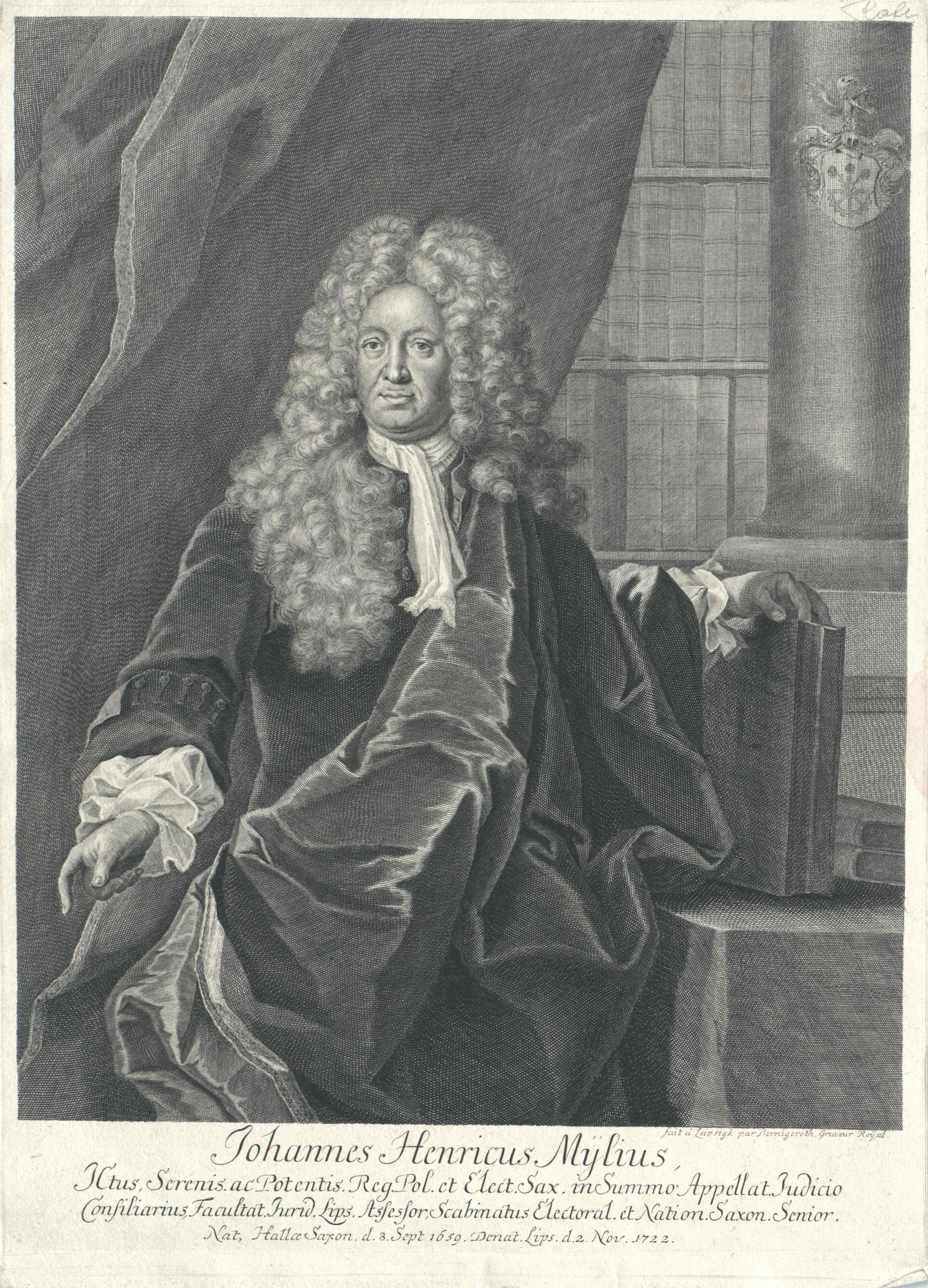
Johann Heinrich Mylius der Ältere, Kupferstich von Martin Bernigeroth um 1725

Johann Heinrich Mylius, latinisiert Iohannes Henricus Mylius (* 8. September 1659 in Halle (Saale); † 2. November 1722 in Leipzig), war ein deutscher Rechtswissenschaftler und Rittergutsbesitzer.

## Leben
Er war der Sohn der fürstlich-sächsischen Kammermeisters Heinrich Otto Mylius in Halle und Weißenfels, der zugleich Salzpfänner in Halle war. Christian Otto Mylius war sein Bruder.
1676 begann er ein Studium der Rechtswissenschaften an der Universität Leipzig, wo er später zum Doktor der Rechte promovierte. 1712 wurde er königlich-polnischer und kurfürstlich-sächsischer Appellationsrat und ab 1709 Senior des Schöppenstuhls in Leipzig. Außerdem war er Assessor der Juristenfakultät der Universität Leipzig.
Er besaß neben den Getreidepächten bei Landsberg das bei Leipzig gelegene Rittergut Möckern.
Nach seinem Tod erbten seine beiden ältesten, ihn überlebenden Söhne den väterlichen Lehnsbesitz.

## Werke
Johann Heinrich Mylius hinterließ zahlreiche juristische Veröffentlichungen und Abhandlungen, die meist in lateinischer Sprache niedergeschrieben sind. Dazu zählen:
- Permissu Superiorum Annum Iuridicum Eiusque Effectus Generales Ex Utroq[ue] Iure demonstrat & amico benevolorum Examini pro obtinendis in Utroq[ue] Iure summis honoribus III. Calend. Aprilis MDCLXXXII. submittit Johannes Henricus Mylius, Hala Saxo. H.L.Q.C., Leipzig, Georgius, 1682
- De Iuramento Minorationis, Germ. Vom VerminderungsEyde, [Leipzig], Georgius, 1685

Beteiligt war er u. a. an der Schrift:
- Primitiae Novi Ordinariatus, In solennitate/ quam Doctoralem vocant, Consiliorum Virorum: Christiani Gothofredi Bergers/ Martisburgensis, Johannes Heinrici Mylii, Hallensis, M. Luderi Menckenii, Oldenburgensis, Johannis Henrici Bergers/ Gerani, Johannes Schleusingii, Wurtzensis, Eunomieae sacrae, Leipzig, Georgius, 1682

## Familie
Aus seiner Ehe mit Maria Magdalena geborene Horn gingen mehrere Kinder hervor. Gustav Heinrich Mylius trat als promovierter Rechtswissenschaftler in die Fußstapfen seines Vaters. Adolph Heinrich Mylius promovierte ebenfalls und wurde Advokat in Leipzig.